# Aerosonde
Aerosonde — небольшой беспилотный летательный аппарат (БПЛА), предназначенный для метеонаблюдений и сбора данных, включая такие параметры, как температура, атмосферное давление, влажность и ветер над океаном и другими удалёнными областями.
Aerosonde был разработан компанией Insitu, и производится австралийской компанией Aerosonde Ltd, стратегическим подразделением AAI Corporation. 
Aerosonde оснащён модифицированным авиамодельным двигателем Enya R120, небольшим компьютером, метеорологическими инструментами и GPS приёмником для навигации. 21 августа 1998 года первым из дронов пересёк Атлантический океан.

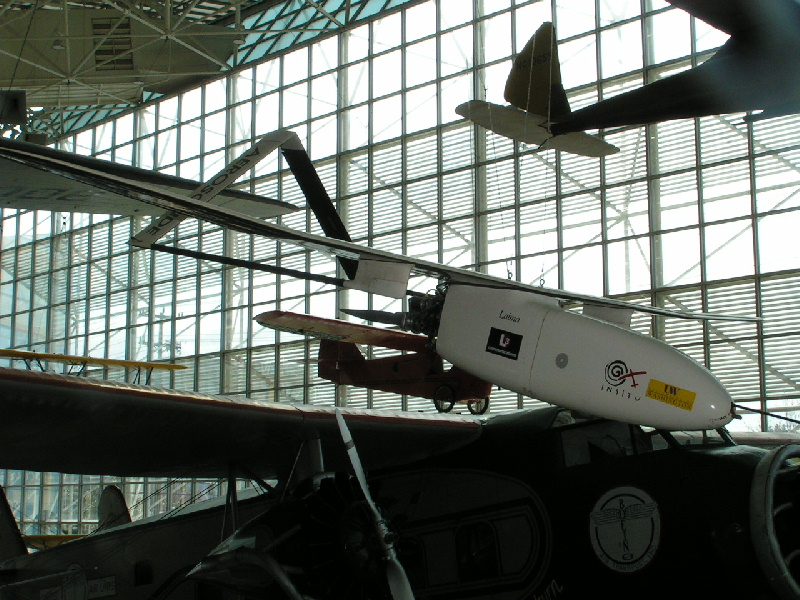
Aerosonde «Laima» in museum display

## ЛТХ
- Длина, м: 1,7
- Размах крыла, м: 2,9
- Высота, м: 0,6
- Масса, кг: 13,1
- Максимальная скорость, км/ч: 193
- Дальность действия, км: 3000
- Практический потолок, м: 4500
- Тип двигателя: модифицированный авиамодельный Enya R120, 1,74 л.с. (1280 Вт)